# Miklós Jancsó
Miklós Jancsó (Vác, 27 de setembro de 1921 — Budapeste, 31 de janeiro de 2014) foi um cineasta húngaro, autor de obras que atingiram notoriedade internacional ao longo das décadas de 1960 e 1970.

## Biografia
Estudou Direito (em Pécs e Cluj) e Etnografia, antes de cursar a Escola Superior de Cinema de Budapeste, onde se diplomou em 1950. Nos primeiros anos da sua carreira, assinou diversos documentários e curta-metragens. Em 1958 dirigiu a sua primeira obra de fundo, A harangok Rómába mentek.

## Filmografia seleccionada
- 1958: A harangok Rómába mentek (Sinos ter ido a Roma)
- 1960: Három csillag (Três estrelas)
- 1963: Oldás és kötés (Falesias e gravata)
- 1965: Így jöttem (Meu caminho de casa)
- 1966: Szegénylegények (A rodada de reconhecimento)
- 1967: Csillagosok, katonák (Vermelhos e brancos)
- 1967: Csend és kiáltás (Silêncio e clamor)
- 1969: Fényes szelek (Os Ventos da História)
- 1969: Sirokkó (Vento de Inverno)
- 1970: Égi bárány (Agnus Dei)
- 1970: La pacifista - co-produção italo-franco-alemã
- 1971: Még kér a nép (Salmo Vermelho)
- 1974: Szerelmem, Elektra (Por Electra)
- 1976: Vizi privati, pubbliche virtù (Vícios privados, públicas virtudes) - co-produção italo-iugoslava
- 1979: Magyar rapszódia (Rapsódia Húngara I)
- 1979: Allegro barbaro (Rapsódia Húngara II)
- 1981: A zsarnok szíve, avagy Boccaccio Magyarországon (O coração do tirano, ou Boccaccio na Hungria)
- 1985: L'aube
- 1987: Szörnyek évadja (Estação de monstros)
- 1989: Jézus Krisztus horoszkópja (Horóscopo de Jesus Cristo)
- 1991: Isten hátrafelé megy (Deus anda para trás)
- 1992: Kék Duna keringő (A dança do poder)
- 1996: Szeressük egymást, gyerekek! (Ameis uns aus outros, as crianças!)
- 1998: Nekem lámpást adott kezembe az Úr, Pesten (La lanterna del Senhor em Budapeste)
- 2000: Anyád! A szúnyogok
- 2001: Utolsó vacsora az Arabs Szürkénél
- 2002: Kelj fel, komám, ne aludjál! (Acorda, cara, você não dormir!)
- 2004: A mohácsi vész (Batalha de Mohács)
- 2006: Ede megevé ebédem (Ede comi meu almoço)
- 2010: Oda az igazság (Tanto para a justiça)